# Super League 2016 (Cina)
La Chinese Super League 2016, nota come Ping An Chinese Super League 2016 per ragioni di sponsorizzazione, è stata la 57ª edizione del massimo livello del campionato cinese di calcio. Il campionato è iniziato nel marzo 2016 per concludersi il 30 ottobre dello stesso anno. Il Guangzhou Evergrande ha vinto il campionato per la sesta volta consecutiva. La classifica marcatori è stata vinta dal brasiliano Ricardo Goulart, calciatore del Guangzhou Evergrande, autore di 19 reti. Lo Shijiazhuang E.B. e il Changchun Yatai sono stati retrocessi in League One.

## Stagione

### Novità
Al termine dell'edizione precedente il Guizhou Renhe e lo Shanghai Shenxin sono stati retrocessi in League One. Al loro posto sono stati promossi il Hebei CFFC, vincitore della League One 2015 e lo Yanbian Fude, secondo classificato.

### Formula
Le 16 squadre si affrontano due volte in un girone di andata e ritorno per un totale di 30 partite.

La prima classificata vince il campionato ed è ammessa alla fase a gironi della AFC Champions League 2017.

La seconda classificata accede al terzo turno preliminare della AFC Champions League 2017.

La terza classificata accede al secondo turno preliminare della AFC Champions League 2017.

Le ultime due classificate (15º e 16º posto) retrocedono in League One 2017.

## Squadre partecipanti
| Club                        | Città        | Stadio                                  | Stagione precedente       |
| --------------------------- | ------------ | --------------------------------------- | ------------------------- |
| Beijing Guoan               | Pechino      | Stadio dei Lavoratori di Pechino        | 4º posto in Super League  |
| Changchun Yatai             | Changchun    | Development Area Stadium                | 9º posto in Super League  |
| Chongqing Lifan             | Chongqing    | Chongqing Olympic Sports Center         | 10º posto in Super League |
| Guangzhou Evergrande Taobao | Canton       | Tianhe Stadium                          | 1º posto in Super League  |
| Guangzhou R&F               | Canton       | Yuexiushan Stadium                      | 12º posto in Super League |
| H. Greentown                | Hangzhou     | Yellow Dragon Sports Center             | 11º posto in Super League |
| Hebei CFFC                  | Qinhuangdao  | Yutong International Sports Center      | 1º posto in League One    |
| Henan Jianye                | Zhengzhou    | Zhengzhou Hanghai Stadium               | 5º posto in Super League  |
| Jiangsu Guoxin-Sainty       | Nanchino     | Nanjing Olympic Sports Center           | 8º posto in Super League  |
| Liaoning                    | Shenyang     | Panjin Stadium                          | 14º posto in Super League |
| Shandong Luneng Taishan     | Jinan        | Luneng Big Stadium                      | 3º posto in Super League  |
| Shanghai Shenhua            | Shanghai     | Stadio di Hongkou                       | 6º posto in Super League  |
| Shanghai SIPG               | Shanghai     | Stadio di Shanghai                      | 2º posto in Super League  |
| Shijiazhuang E.B.           | Shijiazhuang | Yutong International Sports Center      | 7º posto in Super League  |
| Tianjin Teda                | Tianjin      | Tianjin Olympic Center Stadium          | 13º posto in Super League |
| Yanbian Fude                | Yanji        | Yanji Nationwide Fitness Centre Stadium | 2º posto in League One    |

## Allenatori
| Club                        | Allenatore          |
| --------------------------- | ------------------- |
| Beijing Guoan               | Xie Feng            |
| Changchun Yatai             | Lee Jang-Soo        |
| Chongqing Lifan             | Chang Woe-Ryong     |
| Guangzhou Evergrande Taobao | Luiz Felipe Scolari |
| Guangzhou R&F               | Dragan Stojković    |
| Hangzhou Greentown          | Hong Myung-Bo       |
| Hebei CFFC                  | Manuel Pellegrini   |
| Henan Jianye                | Jia Xiuquan         |
| Jiangsu Guoxin-Sainty       | Choi Yong-soo       |
| Liaoning Whowin             | Ma Lin              |
| Shandong Luneng Taishan     | Felix Magath        |
| Shanghai Shenhua            | Gregorio Manzano    |
| Shanghai SIPG               | André Villas-Boas   |
| Shijiazhuang E.B.           | Jasen Petrov        |
| Tianjin Teda                | Dragan Okuka        |
| Yanbian Fude                | Park Tae-ha         |

### Allenatori esonerati, dimessi e subentrati
- Beijing Guoan: Esonerato  Alberto Zaccheroni (1°-9°) - Subentrato  Xie Feng (10°-30)
- Changchun Yatai: Esonerato  Slaviša Stojanovič (1°-8°) - Subentrato  Lee Jang-Soo (9°-30)
- Hebei CFFC: Esonerato  Li Tie (1°-23°) - Subentrato  Manuel Pellegrini (24°-30)
- Jiangsu Suning: Esonerato  Dan Petrescu (1°-11°) - Subentrato  Tang Jing (12°-14°) - Subentrato  Choi Yong-soo (15°-30)
- Shandong Taishan: Esonerato  Mano Menezes (1°-11°)- Subentrato Felix Magath(12°-30)

## Classifica
|                 | Pos. | Squadra            | Pt | G  | V  | N  | P  | GF | GS | DR  |
| --------------- | ---- | ------------------ | -- | -- | -- | -- | -- | -- | -- | --- |
| Cina (bandiera) | 1.   | Guangzhou E.       | 64 | 30 | 19 | 7  | 4  | 62 | 19 | +43 |
|                 | 2.   | Jiangsu Suning     | 57 | 30 | 17 | 6  | 7  | 53 | 33 | +20 |
|                 | 3.   | Shanghai Haigang   | 52 | 30 | 14 | 10 | 6  | 56 | 32 | +24 |
| [ 1 ]           | 4.   | Shanghai Shenhua   | 48 | 30 | 12 | 12 | 6  | 46 | 31 | +15 |
|                 | 5.   | Beijing Guoan      | 43 | 30 | 11 | 10 | 9  | 34 | 26 | +8  |
|                 | 6.   | Guangzhou R&F      | 40 | 30 | 11 | 7  | 12 | 47 | 50 | -3  |
|                 | 7.   | Hebei CFFC         | 38 | 30 | 11 | 7  | 12 | 34 | 38 | -4  |
|                 | 8.   | Chongqing Lifan    | 37 | 30 | 9  | 10 | 11 | 43 | 50 | -7  |
|                 | 9.   | Yanbian Fude       | 37 | 30 | 10 | 7  | 13 | 39 | 41 | -2  |
|                 | 10.  | Tianjin Teda       | 36 | 30 | 8  | 8  | 10 | 37 | 44 | -7  |
|                 | 11.  | Liaoning           | 36 | 30 | 9  | 9  | 12 | 38 | 46 | -8  |
|                 | 12.  | Changchun Yatai    | 35 | 30 | 10 | 5  | 15 | 30 | 44 | -14 |
|                 | 13.  | Henan Jianye       | 35 | 30 | 10 | 5  | 15 | 26 | 44 | -18 |
|                 | 14.  | Shandong Taishan   | 34 | 30 | 9  | 7  | 14 | 38 | 45 | -9  |
|                 | 15.  | Hangzhou Lücheng   | 32 | 30 | 8  | 8  | 14 | 28 | 37 | -9  |
|                 | 16.  | Shijiazhuang Yong. | 30 | 30 | 7  | 9  | 14 | 28 | 53 | -25 |

Legenda:

      Campione di Cina e ammessa alla fase a gironi di AFC Champions League 2017

      Ammessa alla fase a gironi di AFC Champions League 2017

      Ammesso al terzo turno preliminare di AFC Champions League 2017

      Retrocesse in League One 2017
Tre punti a vittoria, uno a pareggio, zero a sconfitta.
La classifica viene stilata secondo i seguenti criteri:
- Punti conquistati
- Punti negli scontri diretti
- Differenza reti negli scontri diretti
- Reti realizzate negli scontri diretti
- Differenza reti generale
- Reti totali realizzate
- Classifica fair-play
- Sorteggio

## Statistiche

### Squadre

#### Capoliste solitarie
|    | —— | —— | —— | ——  | ——                          | ——                          | ——                          | ——                          | ——                          | ——                          | ——                          | ——                          | ——                          | ——                          | ——                          | ——                          | ——                          | ——                          | ——                          | ——                          | ——                          | ——                          | ——                          | ——                          | ——                          | ——                          | ——                          | ——                          | ——                          | —— |  |
|    |    |    |    | Jia | Guangzhou Evergrande Taobao | Guangzhou Evergrande Taobao | Guangzhou Evergrande Taobao | Guangzhou Evergrande Taobao | Guangzhou Evergrande Taobao | Guangzhou Evergrande Taobao | Guangzhou Evergrande Taobao | Guangzhou Evergrande Taobao | Guangzhou Evergrande Taobao | Guangzhou Evergrande Taobao | Guangzhou Evergrande Taobao | Guangzhou Evergrande Taobao | Guangzhou Evergrande Taobao | Guangzhou Evergrande Taobao | Guangzhou Evergrande Taobao | Guangzhou Evergrande Taobao | Guangzhou Evergrande Taobao | Guangzhou Evergrande Taobao | Guangzhou Evergrande Taobao | Guangzhou Evergrande Taobao | Guangzhou Evergrande Taobao | Guangzhou Evergrande Taobao | Guangzhou Evergrande Taobao | Guangzhou Evergrande Taobao | Guangzhou Evergrande Taobao |    |  |
|    |    |    |    |     |                             |                             |                             |                             |                             |                             |                             |                             |                             |                             |                             |                             |                             |                             |                             |                             |                             |                             |                             |                             |                             |                             |                             |                             |                             |    |  |
|    |    |    |    |     |                             |                             |                             |                             |                             |                             |                             |                             |                             |                             |                             |                             |                             |                             |                             |                             |                             |                             |                             |                             |                             |                             |                             |                             |                             |    |  |
| 1ª | 2ª | 3ª | 4ª | 5ª  | 6ª                          | 7ª                          | 8ª                          | 9ª                          | 10ª                         | 11ª                         | 12ª                         | 13ª                         | 14ª                         | 15ª                         | 16ª                         | 17ª                         | 18ª                         | 19ª                         | 20ª                         | 21ª                         | 22ª                         | 23ª                         | 24ª                         | 25ª                         | 26ª                         | 27ª                         | 28ª                         | 29ª                         | 30ª                         |    |  |

### Individuali

#### Classifica marcatori
Aggiornata al 1 novembre 2016
| Gol |  |  | Giocatore              | Squadra              |
| --- |  |  | ---------------------- | -------------------- |
| 19  |  |  | Ricardo Goulart        | Guangzhou Evergrande |
| 14  |  |  | Wu Lei                 | Shanghai SIPG        |
| 14  |  |  | Demba Ba               | Shanghai Shenhua     |
| 14  |  |  | Alan                   | Guangzhou Evergrande |
| 14  |  |  | James Chamanga         | Liaoning Whowin      |
| 13  |  |  | Marcelo Moreno Martins | Changchun Yatai      |
| 11  |  |  | Eran Zahavi            | Guangzhou R&F        |
| 11  |  |  | Burak Yılmaz           | Beijing Guo'an       |
| 11  |  |  | Elkeson                | Shanghai SIPG        |
| 11  |  |  | Alex Teixeira          | Jiangsu Suning       |
| 10  |  |  | Roger Martínez         | Jiangsu Suning       |
| 10  |  |  | Mbaye Diagne           | Tianjin Teda         |